# Daniel Westmattelmann
Daniel Westmattelmann (né le 31 octobre 1987 à Ahlen en Rhénanie-du-Nord-Westphalie) est un coureur cycliste allemand.

## Biographie
Daniel Westmattelmann commence sa carrière en avril 2007 au sein de l'équipe Akud Rose. En 2008, il devient champion d'Allemagne universitaire du contre-la-montre. Lors de l'Universiade d'été 2011, il décroche la médaille d'argent du contre-la-montre par équipes.
En 2014, il crée la surprise en terminant quatrième du championnat d'Allemagne du contre-la-montre. En septembre 2016, il confirme ses qualités de rouleur en s'imposant sur le Chrono champenois, sa première victoire sur le circuit UCI.
En parallèle de sa carrière cycliste, Daniel Westmattelmann a été étudiant en commerce à l'Université de Münster.

## Palmarès
- 2008
  -  Champion d'Allemagne universitaire du contre-la-montre
- 2011
  -  Médaillé d'argent du contre-la-montre par équipes à l'Universiade d'été
- 2013
  - Rund um die Burg
- 2015
  - Tour de Merken
  - 2e du championnat d'Allemagne du contre-la-montre par équipes
- 2016
  - Tour de Steinfurt
  - Cottbus-Görlitz-Cottbus
  - Chrono champenois
  - 2e du championnat d'Allemagne du contre-la-montre par équipes
- 2018
  - 2e du championnat d'Allemagne du contre-la-montre par équipes

## Classements mondiaux
| Année           | 2007   | 2008 | 2009 | 2010 | 2011 | 2012 | 2013 | 2014 | 2015 | 2016 | 2017   |
| --------------- | ------ | ---- | ---- | ---- | ---- | ---- | ---- | ---- | ---- | ---- | ------ |
| UCI Europe Tour | 1 436e |      |      |      |      |      |      |      | 594e | 410e | 1 365e |